# Rivière aux Ormes
Cet article concerne le cours d'eau du Centre-du-Québec. Pour celui dans Lotbinière, voir Rivière aux Ormes (rivière Huron).
La rivière aux Ormes est un affluent de la rive est de la Petite rivière du Chêne laquelle se déverse sur la rive sud du fleuve Saint-Laurent. La rivière des Ormes coule dans les municipalités de Villeroy (MRC de L'Érable), Sainte-Françoise et Fortierville, dans la municipalité régionale de comté (MRC) de Bécancour, dans la région administrative du Centre-du-Québec, au Québec, au Canada.

## Géographie
Les principaux bassins versants voisins de la "rivière aux Ormes" sont:
- côté nord: Petite rivière du Chêne, ruisseau L'Espérance, rivière du Chêne, fleuve Saint-Laurent;
- côté est: bras du Nord de la rivière aux Ormes, rivière du Chêne, rivière Creuse;
- côté sud: Petite rivière du Chêne, rivière Creuse, rivière Gentilly, rivière Bécancour;
- côté ouest: Petite rivière du Chêne, fleuve Saint-Laurent, rivière aux Orignaux, rivière aux Glaises.

La "rivière aux Ormes" prend sa source au nord de l'autoroute 20, près de la sortie 253. Cette zone de tête est située à 5,9 km à l'ouest du centre du village de Val-Alain, à 8,1 km au nord du village de Notre-Dame-de-Lourdes et à 3,1 km à l'est du centre du village de Villeroy.
À partir de sa zone de tête, la "rivière aux Ormes" coule sur 29,6 km répartis selon les segments suivants:
- 1,1 km vers le nord-ouest, dans Villeroy, jusqu'à la route du rang 16e Ouest;
- 2,1 km vers le nord-ouest, jusqu'à une route de campagne;
- 3,8 km vers le nord-ouest, jusqu'à la limite municipale entre Villeroy et Sainte-Françoise;
- 6,3 km vers le nord-ouest, jusqu'à la route du 11e rang, qu'elle traverse à 1,5 km au nord-est du centre du village de Sainte-Françoise;
- 3,4 km vers le nord-ouest, jusqu'à la route du 10e rang;
- 1,3 km vers le nord, jusqu'à la limite entre les municipalités de Sainte-Françoise et Fortierville;
- 1,7 km vers le nord, jusqu'à la route du 9e rang Ouest, qu'elle traverse à traverse à 1,7 km à l'est du centre du village de Fortierville;
- 0,4 km vers le nord, jusqu'à la confluence du bras du Nord de la rivière aux Ormes;
- 2,1 km vers le nord, jusqu'à une route de campagne;
- 2,7 km (ou 1,1 km en ligne directe) vers le sud-ouest, en serpentant jusqu'à la route 265;
- 4,7 km vers l'ouest, jusqu'à sa confluence.

La rivière aux Ormes se déverse sur la rive Est de la Petite rivière du Chêne. Sa confluence est située à la limite entre les municipalités de Fortierville et de Parisville. Cette confluence est située à 7,0 km (ou 2,3 km en ligne directe) en aval du pont de la route 226, à 3,2 km à l'ouest du centre du village de Fortierville, à 7,8 km au sud du centre du village de Deschaillons-sur-Saint-Laurent, à 3,2 km au sud-ouest du centre du village de Parisville et à 6,9 km au nord-est du centre village de Sainte-Sophie-de-Lévrard.

## Toponymie
Le toponyme « Rivière aux Ormes » a été officialisé le 5 décembre 1968 à la Commission de toponymie du Québec.